# 須菩提
須菩提（しゅぼだい、スブーティ、梵: सुभूति, Subhūti）は、古代インドにおける釈迦十大弟子の一人であり、解空第一、被供養第一または無諍第一と称される。

## 経歴

### 漢訳史料による経歴
彼の身辺や出身には諸説あるが、一説にはコーサラ国の首都シュラーヴァスティー（舎衛城）の須達多長者の弟である須摩那（シュマナ、鳩留と漢訳）の子で商人といわれる。幼名また別名は舜若多（シューニャタ、空性と漢訳）というが、彼が誕生した時に家中の倉庫や箱、器皿などが悉く虚無となったからであるという。
須菩提はもとは粗暴で短気な性格だったともいわれるが、後に外道から非難や中傷・迫害を受けても決して言い争うことなく円満柔和を心がけたといわれ、このため弟子中で無諍第一といわれ、また多くの人々から尊敬せられ限りなく供養を受けたので被供養第一ともいわれている。
ある時、須菩提がマガダ国の王舎城(ラージャグリハ)に遊行し、国王のビンビサーラ(頻婆娑羅)は彼のために小屋をつくって寄進した。しかし手違いで小屋には屋根が葺かれていなかったのだが、須菩提は文句も言わずにそこに在所した。しかし天が須菩提の有徳を尊敬して長きにわたり雨を降らせなかった事から、王舎城の農民たちが困り、須菩提の小屋に屋根がないのが原因だとわかるや否や、農民の訴えによりビンビサーラ王はその小屋に屋根を葺いた所、すぐに雨が降り始めたという。

## 大乗経典における扱い
彼は空の思想を良く理解した人物として解空第一とも称され、教化活動中にも他人と争わず円満な関係を築くことに関しても第一であった。 初期般若経典において、経典の進行を導く重大な役割を果たしている。